# SEAT Tribu
El SEAT Tribu es un prototipo de automóvil presentado en el Salón del Automóvil de Fráncfort de 2007 por el fabricante español SEAT. Es la primera creación del actual diseñador de la marca, Luc Donckerwolke, que anteriormente era el diseñador de Lamborghini. El Tribu es un automóvil todoterreno de tres puertas, basado en el chasis del Volkswagen Tiguan, que adelanta la nueva línea de diseño de la marca española.
En este modelo, la "línea dinámica" que va desde el pasarruedas delantero hasta el trasero es más recta y menos marcada, y los trazos generales son muchos más rectos y con aristas más filosas que en los modelos recientes de SEAT, como el SEAT León y el SEAT Altea. El Tribu está equipado con un motor de 4 cilindros en línea y 2,0 litros que tiene una potencia estimada de 140 CV.
Tiene grandes avances en diseño de luces de diodos, tanto en la trasera, camuflados en un portón de cristal, como en las ópticas delanteras. La calandra de forma trapecial es más grande, y es acompañada a los lados por grandes tomas de aire. En el interior lleva una configuración de 2+2 asientos tipo bacquet, un salpicadero con cuatro pantallas multimedia con conexión a Internet y puertos USB, y un sistema informático para adaptar el manejo a la situación de conducción.
La IV generación del SEAT Ibiza y el SEAT Exeo  del segmento D toman los rasgos de este prototipo, así como un eventual todoterreno del segmento C en un futuro.
Sobre este diseño se inspira el SEAT Ateca (2016).